# Кыргызстанский аильный округ
Кыргызстанский аильный округ — административная единица (айыльный аймак) в Манасском районе Таласской области Кыргызстана.
Код COATE — 41707 225 820 00 0

## Население
По данным переписи 2022 года, в аильном округе проживало 5 100 человек.

## Административное деление
В состав Киргизия аильного округа ныне входят населённые пункты:
- Талас
- Кёк-Дёбё
- Манас

## Примечание
1. 1 2  Государственный классификатор система обозначений объектов административно-территориальных и территориальных единиц Кыргызской республики. Архивная копия от 18 марта 2018 на Wayback Machine — Бишкек: Национальный статистический комитет Кыргызской республики, 2017.
2. ↑  Численность населения областей, районов, городов,поселков городского типа, айылных аймаков и айылов (сел) Кыргызской Республики Архивная копия от 10 ноября 2021 на Wayback Machine (на 2022 год).